# Basilio III
Basilio III, (Constantinopla, 1846 – Estambul,  29 de septiembre de 1929) con nombre de nacimiento Vasileios Georgiadis (Βασίλειος Γεωργιάδης), fue Patriarca de Constantinopla desde su elección el 13 de julio de 1925 hasta su fallecimiento el 29 de septiembre de 1929.
| Predecesor: Constantino VI | Patriarca de Constantinopla 1925 – 1929 | Sucesor: Focio II |

- Datos: Q1816615
- Multimedia: Basil III of Constantinople / Q1816615